# بیماری آدیسون
کمبود هورمون‌های قشر غده فوق کلیوی (هیپوکورتیکوئیدی) باعث بیماری آدیسون (به انگلیسی: Addison diseases) می‌شود.
به هورمونهای مترشحه از بخش قشری غده فوق کلیوی کورتیکواستروئیدها (Corticosteroids) گفته می‌شود. کورتیکواستروئیدها به دو گروه عمده مینرالوکورتیکوئیدها (mineralocorticoids) مانند آلدوسترون و گلوکوکورتیکوئیدها (glucocorticoids) مانند کورتیزول تقسیم‌بندی می‌شوند.
مینرالوکورتیکوئیدها در تنظیم آب و الکترولیتها در بدن نقش دارند. گلوکوکورتیکوئیدها نقشهای مختلفی در بدن دارند از جمله کاهش التهاب، تخفیف واکنشهای ایمنی، تأثیر بر متابولیسم و افزایش قند خون.

## بیماریزایی
بیماری آدیسون بیماری نادری است که شیوع آن در مردان و زنان تقریباً برابر است. علایم بیماری ممکن است به آهستگی و در طی چند ماه تا چند سال بروز کنند و در هر سنی قابل مشاهده‌است.
علت بیماری معمولاً عبارت است از تخریب تدریجی و پیش‌رونده غدد فوق‌کلیوی احتمالاً به دلیل خود ایمنی. البته نارسایی غدد فوق کلیوی ممکن است به دنبال بیماری‌های زیر نیز ایجاد شود: سل، سرطان، بیماریهای هیپوفیز و قطع ناگهانی مصرف کورتون

## علائم بیماری
احساس ضعف و خستگی، دل درد و حالت تهوع و اسهال، کاهش اشتها و وزن، اسهال، سردرد، تعریق، احساس سردی بدن در تمام ساعات، تغییر رفتار و خلق و خوی (افسردگی، پرخاشگری) کاهش فشار خون تا وضعیت از حال رفتگی، تیرگی رنگ پوست، پیدایش لکه‌های سفید روی پوست، ریزش مو. برخی از این علائم به دلیل دفع سدیم و نمک در ادرار است.

## تشخیص
در تشخیص به جز علائم بالینی، آزمایش‌ها پاراکلینیکی نیز بسیار مفیدند. در آزمایش خون اغلب کاهش سدیم و قند و افزایش کلسیم، پتاسیم و ائوزینوفیلها و اسیدوز متابولیک دیده می‌شود. یکی از مهمترین تست‌های تشخیصی در خصوص این بیماری بررسی پاسخ غده فوق کلیوی به ترشح هورمون هیپوفیزی ACTH می‌باشد (ACTH stimulation test). در این آزمایش پس از اندازه‌گیری سطح کورتیزول پلاسما، آنالوگ صنعتی هورمون ACTH (هورمون هیپوفیزی) (tetracosactide) را تزریق می‌شود بدیهی است در افراد مبتلا به نارسایی غده آدرنال تزریق این هورمون موجب افزایش قابل توجه ترشح کورتیزول نخواهد شد.

## درمان
درمان بیماری با جایگزینی هورمونهای آدرنال هست که معمولاً به صورت خوراکی می‌باشد. کمبود گلوکوکورتیکوئیدها با مصرف قرص خوراکی هیدروکورتیزون یا پردنیزولون جبران می‌شود. برای کمبود آلدوسترون از فلودروکورتیزون (fludrocortisone) استفاده می‌شود. این بیماری برای تمام عمر گریبانگیر بیمار خواهد بود ولی با درمان مناسب اغلب بیماران زندگی خوبی دارند.